# Elisha Gray
Elisha Gray (Barnesville (Ohio), Estats Units, 2 d'agost de 1835 - Newtonville (Massachusetts), 21 de gener de 1901) fou inventor del telèfon, independentment d'Antonio Meucci o d'Alexander Graham Bell.
Va néixer en un entorn familiar rural i membre de la Societat Religiosa d'Amics (Quaker). Els pares, dedicats a les tasques de la granja, tenien pocs recursos econòmics i va haver d'abandonar l'escola molt aviat perquè el seu pare va morir i havia d'ajudar la seva mare a tirar la família endavant.
Malgrat tot, volia acabar els estudis i, un cop finit l'escola preparatòria, va entrar a l'Oberlin College mentre treballava de fuster per poder pagar-se els estudis. En la seva etapa universitària, va començar a sentir una especial passió per tot allò que estigués relacionat amb l'electricitat.
Va ser l'any 1867 quan li van concedir la seva primera patent per un aparell que consistia en un telègraf millorat. Gray va fundar la Western Electric Manufacturing Company el 1872. El 1888 i el 1891, Gray va patentar una màquina que va anomenar «telautògraf» una mena d'antecessor del fax, que tenia la capacitat de transmetre facsímils d'escriptura o dibuixos. Aquesta invenció va suposar una contribució significativa a la tecnologia de transmissió de dades del segle xx XX. Gray va obtenir aproximadament setanta patents. Va impartir classes a la Universitat d'Oberlin durant molts anys.
El 14 de febrer de 1876, va registrar una sol·licitud de patent per a la transmissió elèctrica de sons a Chicago (Estats Units), però Bell havia enregistrat la seva sol·licitud abans. Bell patentà el seu sistema telefònic el 7 de març de 1876, només tres hores abans que ho fes Elisha Gray amb un invent similar. Bell i Gray havien treballat separadament i sense conèixer de la feina que feia cadascú; però, finalment, van coincidir el dia de patentar els seus respectius telèfons. S'inicià un procés judicial per dirimir la paternitat de l'invent que, deu anys després, donà la raó a Bell. Un estudi més recent del 2008 basada en documents que la família de Bell només va fer públiques el 1999. L'històric Shulman aporta proves que Bell va robar la idea amb complicitat d'un funcionari de l'oficina dels patents.
El primer sintetitzador de música elèctric fou inventat també per Elisha Gray l'any 1876. Va descobrir que podia controlar el so d'un circuit electromagnètic gairebé per casualitat i va inventar un oscil·lador de nota bàsic. Poc temps més tard va veure la llum el "Telègraf musical". Va fer servir caramelles d'acer les fluctuacions de les quals eren transmeses sobre una línia telefònica gràcies a l'ús d'electroimants. Gray també va desenvolupar un dispositiu d'altaveu molt simple i en models posteriors el va dotar d'un diafragma que vibrava en un camp magnètic i aconseguia les freqüències audibles.